# مهربان باش، بپیچان
مهربان باش، به عقب برگردان (به انگلیسی Be Kind Rewind) یک فیلم در کمدی-درام بریتانیایی فرانسوی به کارگردانی میشل گوندری است.

## داستان
مردی جوان به نام «جری» در یک قبرستان ماشین کار می‌کند، سردرد‌های مستمر و دایمی به قدری او را خسته کرده که تصمیم می‌گیرد به دنبال علت این سر درد همیشگی بگردد، پس از مدتی فکر کردن به این نتیجه می‌رسد که گیاهی که در قسمتی از گاراژ روییده دلیل اصلی سر دردهای اوست، پس شروع به کشیدن نقشه برای از بین بردن آن گیاه می‌کند، در حین عملی کردن این نقشه به‌طور ناگهانی در قسمتی از گاراژ محل کارش نیرویی خاص به او وارد می‌شود و مغز او دارای نیروی مغناطیس می‌شود، روز بعد یکی از دوستانش که یک مغازهٔ اجارهٔ فیلم دارد و دوست صمیمی اوست، از او کمک می‌خواهد، اما وقتی او وارد محل کار دوستش می‌شود با این نیروی مغناطیسی اش تمام فیلم‌های دوستش را خراب می‌کند، این اولین باری ست که او پی به نیروی عجیبش می‌برد، قرار گرفتن او در شرایط مختلف داستان ماجراهای جالب و سرگرم‌کننده‌ای به وجود می‌آورد.